# Akhrik Tsveiba
Akhrik Sokratovitch Tsveiba (en russe : Ахрик Сократович Цвейба) est un footballeur russe né le 10 septembre 1966. Il évoluait au poste de défenseur.

## Palmarès
Dynamo Kiev
- Champion d'Union soviétique en 1990.
- Vainqueur de la Coupe d'Union soviétique en 1990.